# Titanodula formosana
Titanodula formosana (лат.) — вид богомолов из семейства Mantidae (Hierodulinae).
Встречаются в юго-восточной Азии (Вьетнам, Индонезия, Китай, Малайзия, Тайвань).

## Описание
Длина тела около 10 см: самцы 78,1—92,7 мм, самки 70,67—10,3 мм. Длина переднеспинки: самцы 21,7—25,7 мм, самки 24,13—34,3 мм. Длина переднего крыла, самцы 56,2—65,1 мм, самки 44,54—63,4 мм. Сходен с видом T. attenboroughi по внешнему виду, хотя на передних бёдрах есть шипики 1, 2, 10 и 15 и базальные пятна около шипиков 2, 10 и 15 заметно менее тёмные или выраженные по сравнению с T. attenboroughi. Однако, оба вида можно легко отличить по уникальной морфологии мужских гениталий. Левый фалломер равномерно инвертированный ложкообразный; левый край склеритов L2 и L4B может быть соединен плавной кривой; склерит L2 широкий в переднем направлении; апикальный отросток paa расширяется, внезапно сужается в дистальной части и имеет сильно изогнутую вершину. Вентральный фалломер: склерит L4A как удлинённый ромб, длина намного больше ширины, его нижний левый край сильно склеротизован; выступ Sdp вентрального фалломера короткий и заостренный; sdpm склеротизован, его вершина пигментирована, изгибается вправо, в то время как sdpl резко обращен к основанию. Надкрылья покрывают брюшко полностью. Голова треугольная, шире высоты, с большими округлыми глазами. Антенны нитевидные. Переднеспинка длинная, с гладкой дорсальной поверхностью, без выступов или боковых расширений.